# صالة كريستال باكو
صالة كريستال باكو هي صالة رياضية تقع في مدينة باكو، أذربيجان. أفتتحت في 7 مايو 2012.